# Storegade (Hadsund)
 For alternative betydninger, se Storegade. (Se også artikler, som begynder med Storegade)
Storegade er en gade i centrum af Hadsund. Den er en 450 meter lang, hvorfra de 350 meter er gågade. Gågaden er belagt med betonfliser
med fritlagte søsten i kombination med chaussésten. Gågadearealet er centralt både til fodgængere og til varekørsel. Strøg- og kørebanearealet er afgrænset af et chausséstensbånd i begge sider af gaden. Båndene er markeret med elmetræer og gadebelysning. Det brede chausséstensbånd har et skulpturelt udformet »vandløb«, der snor sig gennem næsten hele Storegade.
Gågaden går fra Bankpladsen og ender ved krydset Østergade, Hornbechsvej, Nørregade.
Gaden har en lang række butikker, heriblandt Bog & idé, Imerco, genbrugsforetninger, herre- og dametøjs butikker, et apotek og samt en række restauranter, pizzarier og banker.
Storegade har forbindelse til Sekundærrute 507 via lyskrydset i syd og Sekundærrute 541 via Vestergade ved enden af gågaden[kilde mangler].
Storegade var i 1840'erne en gade uden huse og butikker men efter 1880'erne var der bygget købmandsgårde og bygninger i gaden. Selve vejen stammer helt tilbage fra 1000-tallet, men vejen blev først navngivet Storegade i 1923. Sammen med Hobrovej, Vestergade, Nørregade og Ålborgvej udgjorde de før i tiden den gamle landevej mellem Aalborg og Hobro. Gågaden blev indviet i 1990 før dette var det en almindelig vej med to spor og fortov i begge sider af vejen. Fra gågaden kan man gå ind på Torvet som hænger sammen med Storegade. I toppen af gågaden ligger den gamle købmandsgård og Hadsund Butikscenter med 18 butikker.

## Navn
Storegade fik sit endelige navn efter at sognerådet i Skelund-Visborg blev godkendt og underskrevet af Thomas Gunnisen den 10. oktober 1923. Den var en del af Adelsvejen der gik fra Als til Visborg, via Søndergårde til Hadsund Færgested, den blev udlagt ved herredstingsvidne i 1508.

## Galleri
- Vandløb i gågaden.
- Vandkunst i gågaden.
- Hadsund Skole-Orkester spiller under Åben By Night.
- US Car Camp 2014 gjorde pitstop i Storegade.
- Hadsund Butikscenter
- Storegade i Hadsund set fra midten af gågaden ned mod Vestergade. I højre side af billedet ved lygtepælen kan men se en rende med vand; dem er der mange af i gågaden de starter starter ved Hadsund Butikscenter og ender ved ved trafiklyset nederst i gaden.